# Parque eólico de Brem-sur-Mer
El parque eólico de Brem-sur-Mer es un parque eólico situado en el departamento francés de Vendée, en la comuna de Brem-sur-Mer. Se extiende a lo largo de la carretera departamental 32 hacia el este, en la parte más alta del municipio (cota de 55 m sobre el nivel del mar), entre Vairé y Landevieille. Se encuentra a pocos kilómetros de los parques de Vairé y L'Île-d'Olonne.

## Historia
El proyecto de instalar estos 5 aerogeneradores en la comuna se inició en el año 2000. Las obras comenzaron en el año 2005 . El 12 de diciembre de 2005 se puso en funcionamiento de manera provisional para probar los dispositivos eléctricos. Su inauguración tuvo lugar el 29 de mayo de 2006.

## Características
El proyecto ha supuesto una inversión de 5 millones de euros.
- Altura de la torre: 55 m
- Torre tubular de acero
- Diámetro del rotor: 58 m
- Velocidad de rotación: 26,3 rpm
- Peso:
  - Redondo:57 toneladas
  - Góndola:23 toneladas
  - Rotor:11,5 toneladas

Está gestionada por la empresa Vent, filial del grupo GDF SUEZ .

## Producción
Cada aerogenerador tiene una potencia de 850 kW. La potencia total del emplazamiento es de 4,25 MW. La producción anual se estima en 9,6 millones de kWh.
El parque puede abastecer a unas 4 250 personas y evita la emisión de más de 4 000 toneladas de dióxido de carbono al año.